# Diplazium werckleanum
Diplazium werckleanum là một loài thực vật có mạch trong họ Woodsiaceae. Loài này được Christ miêu tả khoa học đầu tiên năm 1904.